# Princess (2008)
Princess is een Amerikaanse televisiefilm van zender ABC Family uit 2008.

## Verhaal
William is een jongeman van twaalf ambachten, dertien ongelukken die een tijdje bij zijn vriend Louis intrekt. Die kan hem overtuigen mee te gaan naar een liefdadigheidsfeest van de lokaal legendarische prinses Ithaca, een zonderlinge jongedame in een kasteel die buiten haar jaarlijkse feest zelden wordt gezien.
Ten bate van de opbrengst voor haar goede doel, de bedreigde diersoorten, besluit prinses Ithaca de laatste dans met haar te veilen. Helemaal in de ban van de bloedmooie Ithaca biedt William $ 50.000, al zijn spaargeld, op voorwaarde dat hij ook een afspraakje met haar mag maken.
Op het einde van de dans zegt William "Ik weet wie je zoekt en dat je haar nog niet gevonden hebt...", wat hem door Louis in de mond werd gelegd. Ithaca is verbaasd en nodigt hem prompt uit de volgende middag terug te komen. Ze noemt hem een zoeker en zegt dat ze nog maar een week hebben om "haar" te vinden.
Tot over zijn oren verliefd laat William niet merken dat hij niet weet waar ze het over heeft. Hij vraagt haar mee "op zoek" te gaan en daarom blijven ze ook na die waar William voor betaalde afspraakjes maken. In de stad zien ze een man die op een weerwolf lijkt en in het kasteel denkt William een zeemeermin te zien.
Als Ithaca tijdens het diner even weg moet dwaalt William af naar de kelder van het kasteel. Hij wordt er bedreigd door dezelfde weerwolfman en dan vastgegrepen door een zeemonster. Op Ithaca's bevel laat het beest hem los en William gaat ervandoor zeggende niets meer met haar te maken te willen hebben.
Ithaca komt zich bij William verontschuldigen en overtuigt hem mee terug te gaan. In het kasteel is hij getuige van een elf die net is bevallen. Ze vertelt hem dat ze een "genezer" is waar alle mythische wezens naartoe komen als ze ziek of gewond zijn. Haar krachten zullen over twee dagen verdwijnen en dan moet hij haar opvolgster gevonden hebben.
William biecht nu op dat hij helemaal geen zoeker is. Ontgoocheld stuurt ze hem weg en uit wanhoop gaat ze zelf op zoek. Dan realiseert William zich dat het wel degelijk zijn lot is zoeker te zijn. Op zoek in de stad komt hij Ithaca tegen. Uiteindelijk vinden ze de nieuwe prinses, een dakloos meisje, maar dan wordt Ithaca verwond door een draak die zich van genezer vergiste.
In het kasteel heerst intussen chaos. Ithaca is immers haar krachten kwijt. De nieuwe prinses, Calliope, betreedt net op tijd het kasteel en krijgt daardoor haar krachten waarmee ze de orde herstelt. Dan wordt Ithaca's overlijden vastgesteld. Ontsteld geeft William haar een kus waardoor ze opnieuw onder de levenden komt.
Een tijd later wordt Calliope tot prinses gekroond en is Ithaca een gewone jongedame geworden. De zeemeermin Calla, die ziek in het kasteel verbleef, is genezen en zwaait naar hen, ze belooft dat zij het nieuws over de nieuwe prinses zal verspreiden en verdwijnt in het water van de vijver.

## Rolbezetting
| Acteur               | Personage         | Opmerkingen            |
| -------------------- | ----------------- | ---------------------- |
| Nora Zehetner        | prinses Ithaca    |                        |
| Kip Pardue           | William Humphries |                        |
| Deborah Grover       | Nana              | Ithaca's zorgdraagster |
| Matthew Edison       | Louis Baxter      | vriend van William     |
| Mayko Nguyen         | Sophie Baxter     | vrouw van Louis        |
| Nicole Gale Anderson | Calliope          | nieuwe prinses         |
| Shileen Paton        | Calla             | zeemeermin             |